# Feliks Jasiński

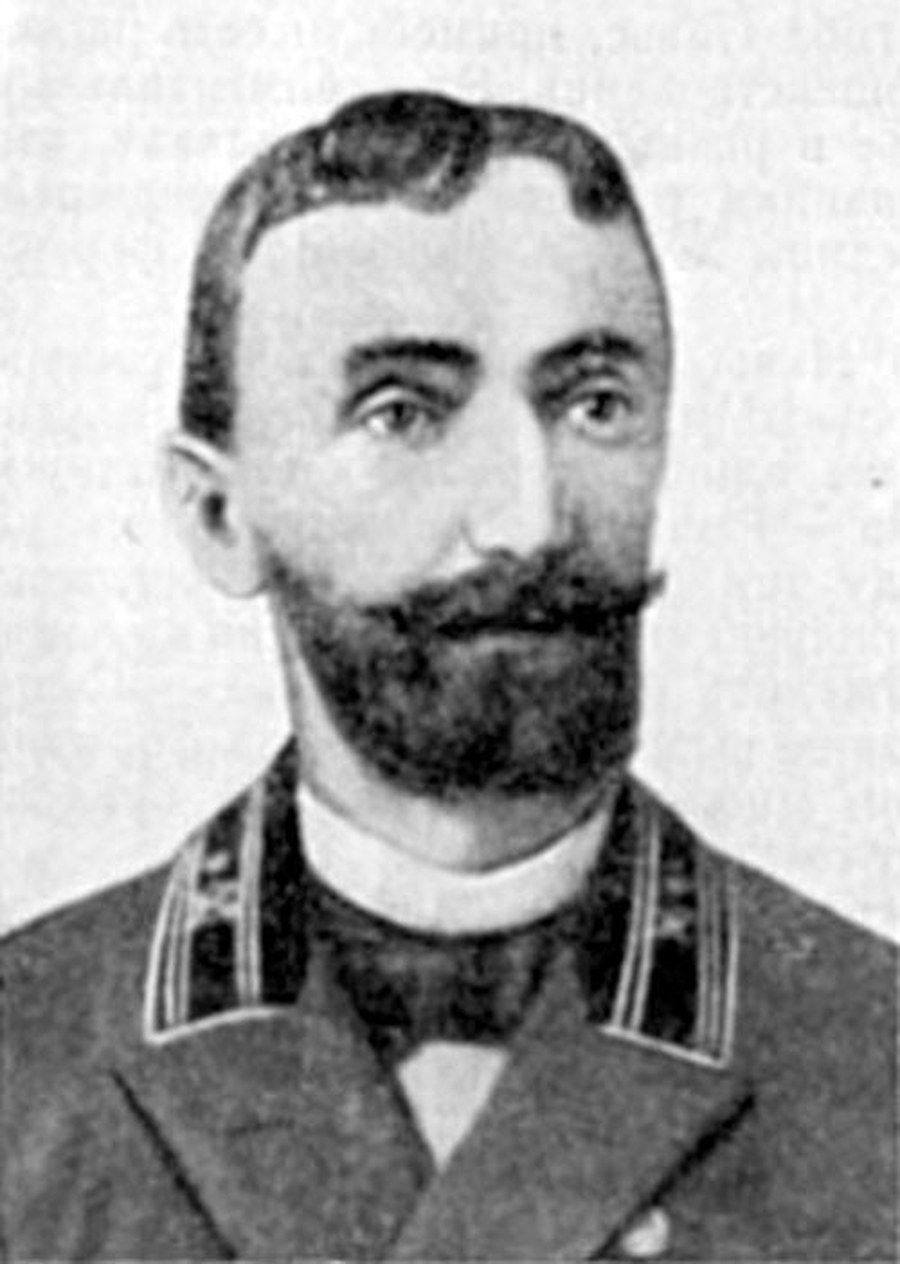
Feliks Jasiński

Feliks Jasiński  (* 15. September 1856 in Warschau; † 18. November 1899 in Sankt Petersburg) war ein polnischer Bauingenieur.

## Leben
Jasiński erhielt 1877 seinen Abschluss am Institut für Verkehrsbau in Sankt Petersburg und arbeitete danach bis 1890 als Ingenieur an der Eisenbahnverbindung Warschau–Sankt Petersburg. Zuerst war er in Pskow stationiert, dann in Vilnius und ab 1888 in Sankt Petersburg, wo er 1890 das technische Büro der Eisenbahn Sankt Petersburg-Warschau übernahm. Er war maßgeblich am Bau von Brücken, Bahnhöfen und der Trasse der Eisenbahn beteiligt.
1894 wurde er in Sankt Petersburg promoviert und ab 1895 lehrte er am Institut für Verkehrsbau (ab 1896 als Professor). Stepan Tymoschenko lobte seine Vorlesungen als originell und meisterhaft. 1895 war er in einen Disput mit Friedrich Engesser um inelastisches Knicken verwickelt. Er wollte nach Warschau zurückkehren, starb aber vorher an Tuberkulose.

## Schriften
- Forschungen zur Knicktheorie (russisch). Sankt Petersburg 1893
- Recherches sur la flexion des pieces comprimées. In: Annales des Ponts et Chaussées, Band 8, 1894, S. 233–364
- Gesammelte Werke (russisch). 3 Bände. Institut für Verkehrsbau, Sankt Petersburg 1902–1904